# Vendœuvres
 Vendœuvres  es una población y comuna francesa, en la región de  Centro, departamento de Indre, en el distrito de Châteauroux y cantón de Buzançais.

## Demografía
| 1348 | 1183 | 1100 | 1022 | 1042 | 1018 |
| Para los censos de 1962 a 1999 la población legal corresponde a la población sin duplicidades (Fuente: INSEE [Consultar]) |      |      |      |      |      |